# Paolo Lorenzi
Paolo Lorenzi (Roma, 15 de desembre de 1981) és un extennista professional italià. Actualment, Lorenzi fou entrenat per Claudio Galoppini.
En el seu palmarès consten un títol individual i un de dobles en el circuit ATP. Destaca la curiositat que no va disputar les primeres finals superada la trentena d'anys, i de fet, amb 34 anys va esdevenir el guanyador més veterà d'un primer títol individual des de 1990, tot i que aquesta fita fou superada posteriorment. En canvi, en el circuit ATP Challenger Tour va esdevenir un dels tennistes més destacats sent un dels tennistes amb més partits disputats, finals i títols. Va formar part de l'equip italià de Copa Davis en diverses ocasions.

## Biografia
Fill de Marco i Marins, té un germà més gran anomenat Bruno. Va començar a jugar a tennis amb set anys acompanyant el seu germà.

## Palmarès

### Individual: 4 (1−3)
| Llegenda                          |
| --------------------------------- |
| Grand Slams (0−0)                 |
| ATP Finals (0−0)                  |
| ATP World Tour Masters 1000 (0−0) |
| ATP World Tour 500 (0−0)          |
| ATP World Tour 250 (1−3)          |

| Títols per superfície |
| --------------------- |
| Dura (0−0)            |
| Gespa (0−0)           |
| Terra batuda (1−3)    |

| Resultat  | Núm. | Data                 | Torneig            | Superfície       | Oponent               | Marcador            |
| --------- | ---- | -------------------- | ------------------ | ---------------- | --------------------- | ------------------- |
| Finalista | 1.   | 3 de març de 2014    | São Paulo, Brasil  | Terra batuda (i) | Federico Delbonis     | 6−4, 3−6, 4−6       |
| Guanyador | 1.   | 23 de juliol de 2016 | Kitzbühel, Àustria | Terra batuda     | Níkoloz Bassilaixvili | 6−3, 6−4            |
| Finalista | 2.   | 12 de febrer de 2017 | Quito, Equador     | Terra batuda     | Víctor Estrella       | 7−6(2), 5−7, 6−7(6) |
| Finalista | 3.   | 23 de juliol de 2017 | Umag, Croàcia      | Terra batuda     | Andrei Rubliov        | 4−6, 2−6            |

### Dobles masculins: 3 (1−2)
| Llegenda                          |
| --------------------------------- |
| Grand Slams (0−0)                 |
| ATP Finals (0−0)                  |
| ATP World Tour Masters 1000 (0−0) |
| ATP World Tour 500 (0−0)          |
| ATP World Tour 250 (1−2)          |

| Títols per superfície |
| --------------------- |
| Dura (0−0)            |
| Gespa (0−0)           |
| Terra batuda (1−2)    |

| Resultat  | Núm. | Data                 | Torneig                 | Superfície       | Parella           | Oponents                 | Marcador |
| --------- | ---- | -------------------- | ----------------------- | ---------------- | ----------------- | ------------------------ | -------- |
| Guanyador | 1.   | 10 de febrer de 2013 | Viña del Mar, Xile      | Terra batuda     | Potito Starace    | Juan Mónaco Rafael Nadal | 6−2, 6−4 |
| Finalista | 1.   | 15 de febrer de 2015 | São Paulo, Brasil       | Terra batuda (i) | Diego Schwartzman | J.S. Cabal Robert Farah  | 4−6, 2−6 |
| Finalista | 2.   | 14 de febrer de 2016 | Buenos Aires, Argentina | Terra batuda     | Íñigo Cervantes   | J.S. Cabal Robert Farah  | 3−6, 0−6 |

## Trajectòria

### Individual
| Open d'Austràlia | A   | Q1  | Q1          | 1R          | A           | 1R   | 1R          | A           | 2R          | 1R    | 2R          | 1R          | Q3          | Q2          | Q1  | 0 / 7     | 2 – 7     |
| Roland Garros | Q3  | Q2  | Q3          | 1R          | Q2          | 1R   | 1R          | 1R          | 1R          | 1R    | 2R          | 1R          | Q1          | Q1          | Q1  | 0 / 7     | 1 – 7     |
| Wimbledon | Q2  | Q1  | Q1          | 1R          | Q1          | 1R   | 1R          | 1R          | 1R          | 1R    | 2R          | 2R          | 1R          | NC          | Q1  | 0 / 9     | 2 – 9     |
| US Open | Q1  | Q2  | Q1          | A           | Q2          | 1R   | 1R          | 2R          | 1R          | 3R    | 4R          | 2R          | 3R          | 1R          | Q2  | 0 / 9     | 9 – 9     |
| Jocs Olímpics | NC  | A   | No celebrat | No celebrat | No celebrat | A    | No celebrat | No celebrat | No celebrat | 2R    | No celebrat | No celebrat | No celebrat | No celebrat | A   | 0 / 1     | 1 – 1     |
| Total Victòries−Derrotes                                                                                                   | 1–1 | 0–0 | 0–1         | 3–14        | 2–3         | 8–17 | 13–25       | 11–14       | 8–18        | 26–25 | 25–35       | 6–15        | 6–10        | 1–4         | 0–2 | 110 – 185 | 110 – 185 |
| Rànquing a final d'any | 287 | 207 | 84          | 143         | 108         | 63   | 112         | 64          | 68          | 40    | 43          | 109         | 120         | 144         | 357 |           |           |
| Llegenda: G: Guanyador; F: Finalista; SF: Semifinalista; QF: Quarts de final; Q: Qualificació; A: Absent; RR: Round Robin; |     |     |             |             |             |      |             |             |             |       |             |             |             |             |     |           |           |

### Dobles masculins
| Open d'Austràlia | 1R  | A   | A   | 2R    | A   | 1R  | 1R   | 1R    | 1R  | A   | 0 / 6    | 1 – 6    |
| Roland Garros | 2R  | A   | 1R  | 2R    | A   | A   | 1R   | QF    | 1R  | A   | 0 / 6    | 5 – 6    |
| Wimbledon | A   | 1R  | 1R  | 1R    | 1R  | A   | 1R   | 1R    | 1R  | A   | 0 / 7    | 0 – 7    |
| US Open | A   | A   | A   | 1R    | A   | A   | 1R   | 2R    | A   | A   | 0 / 3    | 1 – 3    |
| Total Victòries−Derrotes                                                                                                   | 1–5 | 0–2 | 0–9 | 11–13 | 2–5 | 5–8 | 7–22 | 13–27 | 1–9 | 3–6 | 44 – 108 | 44 – 108 |
| Rànquing a final d'any | 290 | 175 | 584 | 98    | 428 | 171 | 180  | 85    | 520 | 238 |          |          |
| Llegenda: G: Guanyador; F: Finalista; SF: Semifinalista; QF: Quarts de final; Q: Qualificació; A: Absent; RR: Round Robin; |     |     |     |       |     |     |      |       |     |     |          |          |